# Paralaxita ines
Paralaxita ines är en fjärilsart som beskrevs av Hans Fruhstorfer 1904. Paralaxita ines ingår i släktet Paralaxita och familjen Riodinidae. Inga underarter finns listade i Catalogue of Life.